# Adil Hermach
Adil Hermach (Nîmes, 27 juni 1986) is een Marokkaans voetballer die doorgaans als middenvelder speelt. Hermach debuteerde in 2008 in het Marokkaans voetbalelftal.